# ウゼントリカブト
ウゼントリカブト（羽前鳥兜、学名：Aconitum okuyamae）は、キンポウゲ科トリカブト属の疑似一年草。有毒植物。

## 特徴
地下の塊根は径約2.5cmになる。茎は、林内や林縁に生えるときは、斜上して先端は垂れ、草原に生えるときは直立し、高さは50-180cmになる。枝は中部でよく分枝するがあまり伸長せず、上部に屈毛が生える。根出葉は花時には枯れて存在しない。中部の茎葉の葉柄は長さ3-9cmになり、ふつう屈毛が生え、ときに開出毛が混じることがある。中部の茎葉の葉身は腎円形で、長さ8-20cm、幅8-23cmになり、掌状に5-7裂する。裂片には粗い鋸歯があるか、羽状に切れ込んで、鋸歯または欠刻片は卵状披針形になり、幅5-10mmになる。
花期は8-10月。花は1花序に5-15個つき、花序は長さ8-16cmの散房状から円錐状になり、上部から下部に向かって開花する。花柄は長さ2-4cmで、全面に開出毛と腺毛が生え、花柄の小苞は中部につき、狭楕円形で長さ4-6mmになる。花は青紫色から淡紅紫色、しばしば黄白色になり、長さは3-4.5cmになる。トリカブト属共通の特徴であるが、花弁にみえるのは萼片で、上萼片1個、側萼片2個、下萼片2個の5個で構成される。かぶと状になる上萼片は円錐形または僧帽形になり、長さ19-26mm、幅15-22mmで、外面に開出毛が生え、前方の嘴は短くとがる。花弁は上萼片の中にかくれて見えないが、柄、舷部、蜜を分泌する距、唇部で構成される。1対あり、無毛で、柄は長さ10-12mm、舷部は長さ10-12mm、幅4-5mmあって強くふくらみ、距は短くて嚢状になるか、太くて長く、180度近くに内曲し、唇部は長さ2-4mmになり、先端は2浅裂して反り返る。雄蕊は多数あり、開出毛が生えるかまれに無毛、雌蕊は3-4個あり、斜上毛が生えるかまれに無毛。果実は長さ20mmの袋果になり、直立する。種子は長さ4mmになる。染色体数2n=32の4倍体種である。 

## 分布と生育環境
日本固有種。東北地方に分布し、温帯域の林内や林縁、ときに高山草原に生育する。

## 名前の由来
和名ウゼントリカブトは、「羽前鳥兜」の意で山形県（旧羽前国）で発見されたことによる。中井猛之進 (1950) による命名で、学名が正式に記載される1953年より前に、日本植物学会第14回大会講演要旨において、中井による「滿洲，朝鮮，日本，臺灣，樺太，千島産のトリカブト類の分類について」の中で、「今回の研究で発見した新植物」の一つとして示された。
種小名（種形容語）okuyamae は、中井が新種記載する際のタイプ標本を蔵王連峰の山形県側の龍山山麓において、1931年9月に採集した S. Okuyama、植物学者の奥山春季への献名である。

## 分類
ウゼントリカブトは、トリカブト属トリカブト亜属 Subgenus Aconitum のうち、花弁の舷部が距に向かって膨大するキヨミトリカブト節 Section Euchylodea に属し、同節のうち、花はふつう花序の上から下に向かって開花するヤマトリカブト列 Series Japonica に分類される。ヤマトリカブト列に属する日本に分布するの種のうち、温帯に生育する種（高山植物でない種）としては、本種の他、オンタケブシ Aconitum metajaponicum、コウライブシ A. jaluense（亜種にセンウズモドキ subsp. iwatekense がある）、ヤマトリカブト A. japonicum（亜種にオクトリカブト subsp. subcuneatum、ツクバトリカブト subsp. maritimum 等がある）、ヤサカブシ A. nikaii 、カワチブシ A. grossedentatum が属する。本種とオンタケブシは、花柄と上萼片に開出毛と腺毛が生え、上萼片の嘴は短いこと。コウライブシは、花柄と上萼片に開出毛と腺毛が生え、上萼片の嘴は長いこと。ヤマトリカブトとヤサカブシは、花柄と上萼片に屈毛がが生えること。カワチブシの花柄と上萼片は無毛であることが異なる。なお、オンタケブシは分布が限られ極まれな種であり、ヤサカブシは山口県にのみ分布する種である。

## ギャラリー

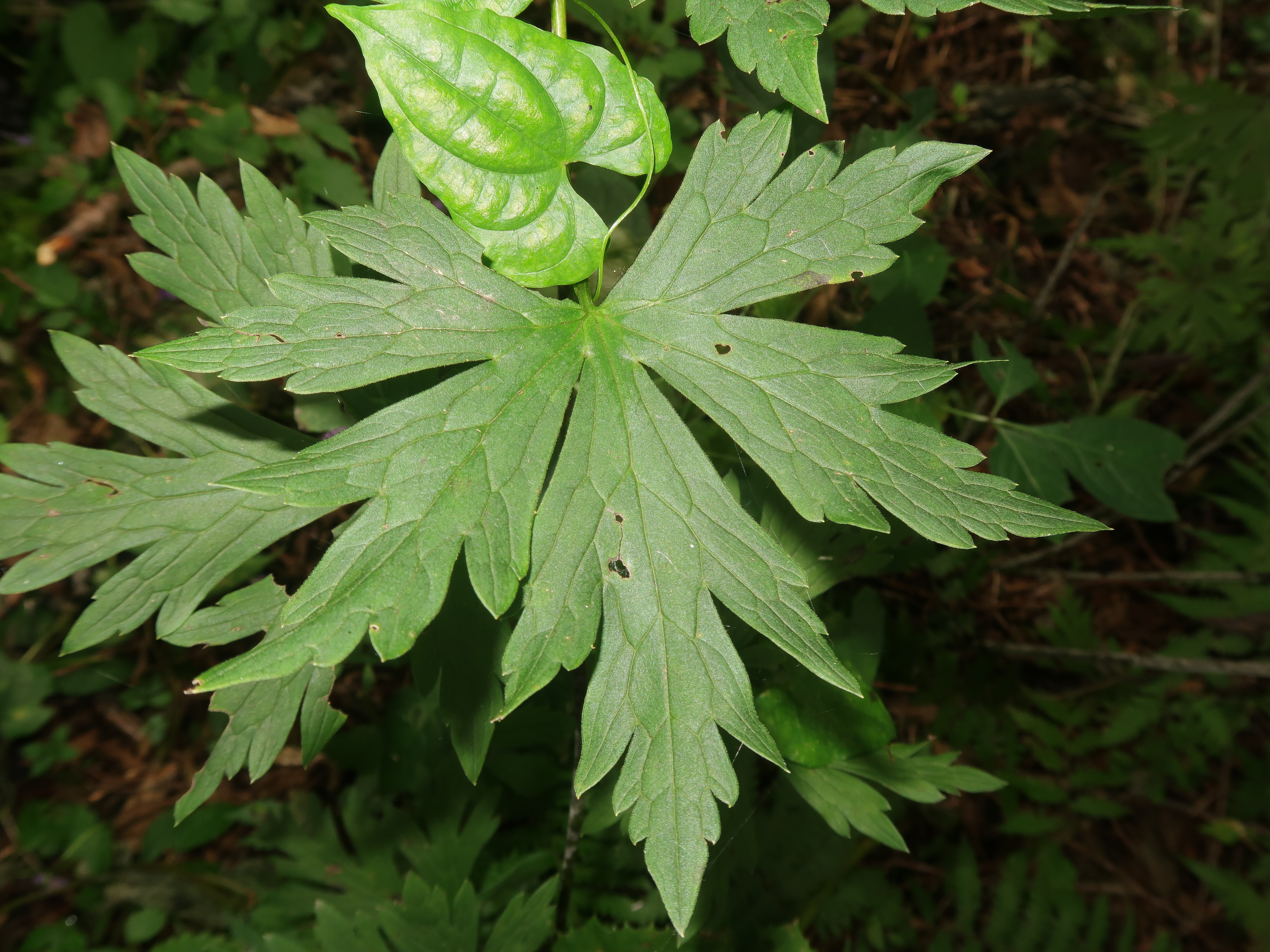
葉は腎円形で、掌状に5-7裂し、裂片には粗い鋸歯があるか、羽状に切れ込む。
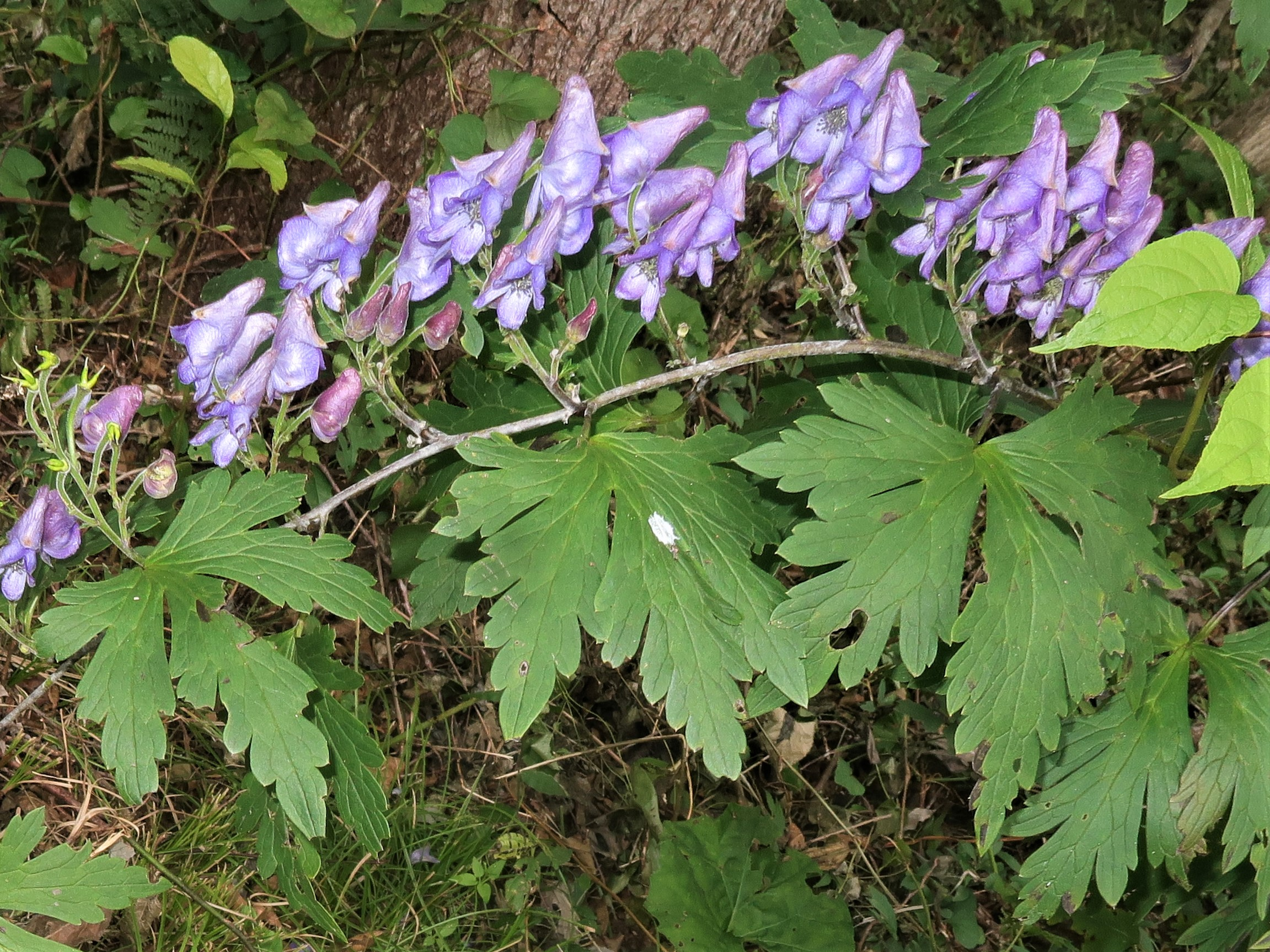
花は1花序に5-15個つき、上部から下部に向かって開花する。
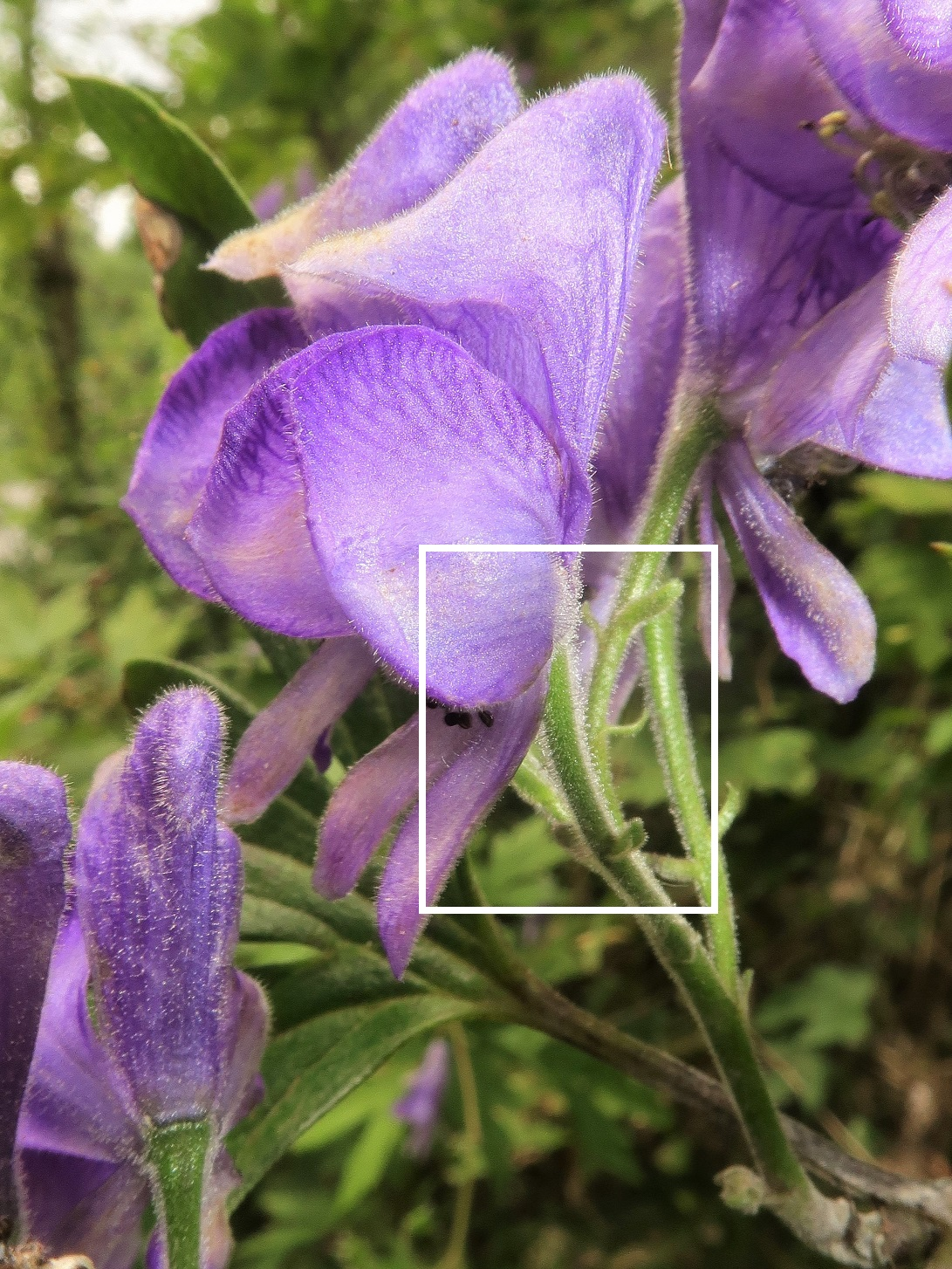
花弁にみえるのは萼片で、上から、上萼片1個、側萼片2個、下萼片2個の5個で構成される。萼片外面に開出毛が生える。上萼片の前方の嘴は短くとがる。白色の四角形を右写真に拡大。
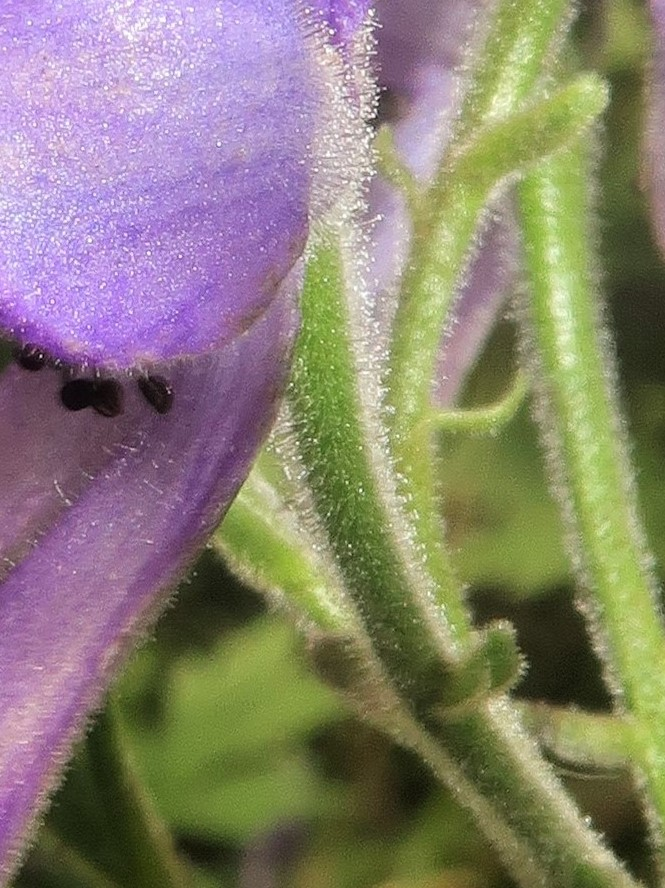
左の白色の四角形の拡大。花柄に開出毛と腺毛が生える。
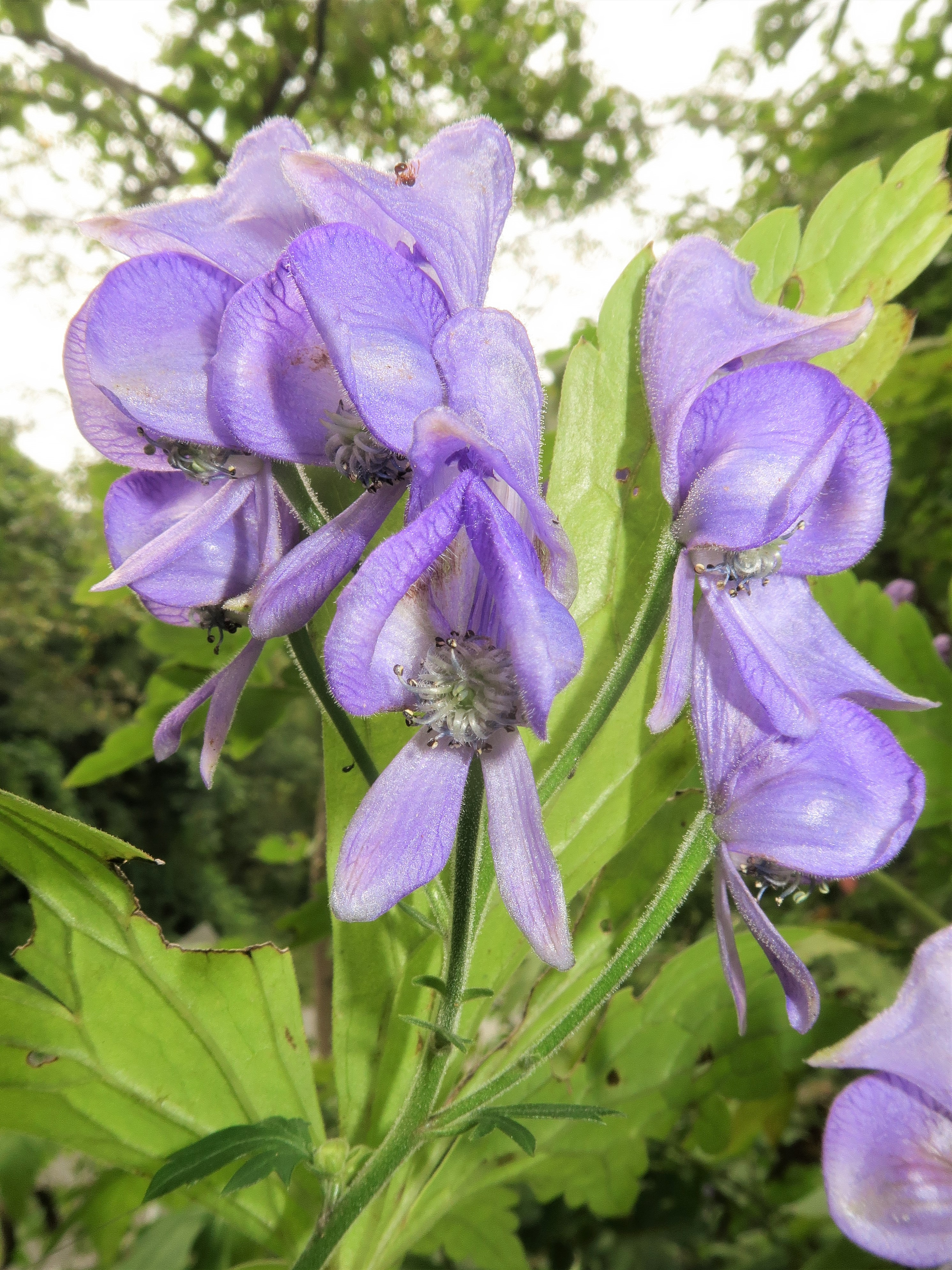
上萼片の奥に花弁の唇部が見える。雄蕊に開出毛が生える。
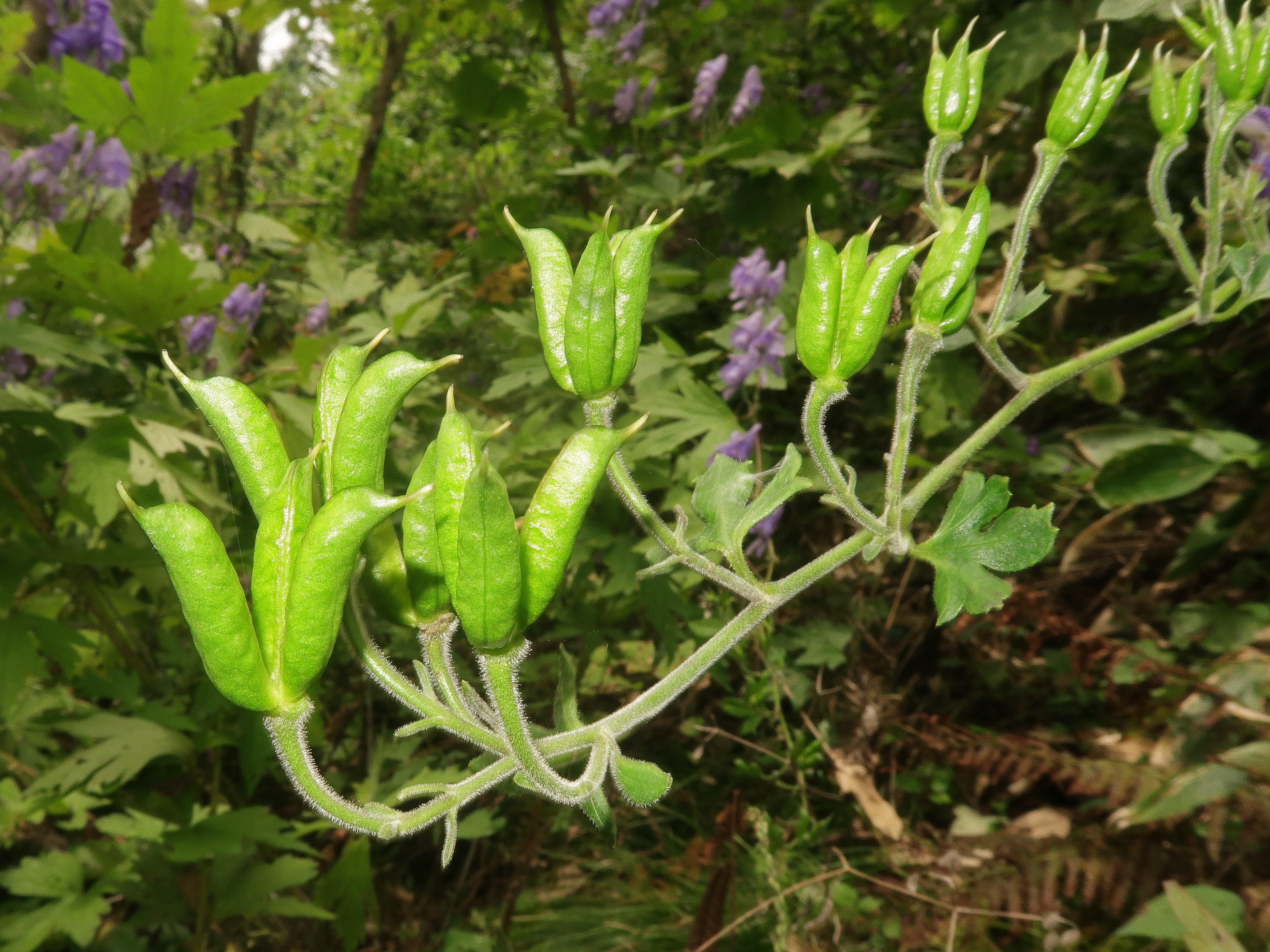
果実。

## 下位分類

### ワガトリカブト
ワガトリカブト Aconitum okuyamae Nakai var. wagaense Kadota は、門田裕一 (1999) によって記載された、ウゼントリカブトの変種である。基本種に比べ、茎が直立して全体に小型になり、花数が少なく、茎葉の質が厚いものである。和賀山塊の秋田県側にある羽後朝日岳の山頂付近の風衝草原で見いだされた。ウゼントリカブトの分布域の風衝草原であればどこでも出現するものではないという。和名ワガトリカブト、変種名 wagaense は秋田県・岩手県境の和賀岳による。

### 種の保全状況評価
絶滅危惧II類 (VU)（環境省レッドリスト）
（2020年、環境省）

- 秋田県(2014)-情報不足(DD)、「分布局限と見られるが評価のための情報が不足している」としている[9]。
- 山形県(2013)-絶滅危惧IA類(CR) [10]
- 宮城県(2021)-絶滅危惧II類(VU) [11]

### YListでの取り扱い
なお、YList では、基本種ウゼントリカブトのシノニムの扱いになっている。